# Ohio and Erie Canal Towpath Trail
L'Ohio and Erie Canal Towpath Trail – ou simplement Towpath Trail – est un sentier de randonnée américain en cours d'aménagement entre Cleveland et le comté de Tuscarawas, dans l'Ohio. Destiné à atteindre environ 101 milles, il traverse notamment le parc national de Cuyahoga Valley en suivant peu ou prou l'Ohio and Erie Canal. Une section de 59 milles est classée National Recreation Trail depuis 1977.